# Nowa Studnica
Nowa Studnica (niem. Neu Stüdnitz) – wieś w Polsce położona w województwie zachodniopomorskim, w powiecie wałeckim, w gminie Tuczno.
Położone jest w pobliżu (0,2 km) Jeziora Studnickiego i przepływającej przez nie rzeki Korytnicy oraz ok. 1 km na północ od linii kolejowej nr 403 z mostem.
W latach 1975–1998 miejscowość administracyjnie należała do województwa pilskiego.
Do końca 2024 roku w systemie TERYT funkcjonowała także osada o nazwie Nowa Studnica (SIMC 1010420). Zniesiono ją 1 stycznia 2025.

## Gromada Studnica
Dawniej Nowa Studnica była siedzibą gromady (jednostki pomocniczej gminy) o nazwie Studnica (analogicznie do współczesnego sołectwa), której obszar zupełnie rozparcelowano w 1954 roku pomiędzy różne województwa, powiaty i gminy. Tuż po wojnie gromada Studnica znajdowała się przejściowo w efemerycznej gminie Studnica w powiecie choszczeńskim w Okręgu III Ziem Odzyskanych, której była siedzibą, lecz już w 1946 roku gminę tę przekształcono w gminę Barnimie w nowo utworzonym woj. szczecińskim. Wschodnia część gminy Barnimie (a więc obszar gromady Studnica) stanowiła specyficzny wąski, długi klin województwa szczecińskiego (powstały z powodu przebiegu kolei wąskotorowej Dąbrowa–Krępa Krajeńska, łączącej poszczególne miejscowości gromady Studnica), wdzierający się w głąb województwa koszalińskiego na długości około 12 km. Został on zlikwidowany w 1954 roku w związku z reformą administracyjną kraju jesienią 1954, wprowadzającą gromady w miejsce gmin, kiedy to dotychczasową gromadę Studnica rozparcelowano. Rozebranie kolei spowodowało brak uzasadnienia utrzymywania śródleśnych miejscowości położonych wzdłuż torów w jednej gromadzie, bez alternatywnych dogodnych połączeń drogowych.
- Przy powiecie choszczeńskim w woj. szczecińskim pozostała tylko miejscowość Nowa Korytnica, którą włączono do miejscowości Niemieńsko, a która to z kolei weszła w skład nowo utworzonej gromady Barnimie[9]. Po zniesieniu gromady Barnimie 1 stycznia 1962 włączono ją do gromady Drawno[10]. Od 1 stycznia 1973 znajduje się w nowo powstałej gminie Drawno w powiecie choszczeńskim[11];
- Miejscowości Jelenie i Miradź włączono do powiatu wałeckiego w woj. koszalińskim, gdzie początkowo – jako jeden zespół miejscowości – weszły w skład nowo utworzonej gromady Człopa[12]. 29 lutego 1956 wyłączono je z gromady Człopa i włączono do gromady Tuczno w tymże powiecie[13]. 31 grudnia 1971 Jelenie i Miradź powróciły na jeden rok do gromady Człopa[14], a od 1 stycznia 1973 należą do nowo powstałej gminy Tuczno w powiecie wałeckim[15];
- Miejscowości Krępa Krajeńska i Sitno (obecnie nie istnieje) włączono do powiatu wałeckiego w woj. koszalińskim, gdzie – jako jeden zespół miejscowości – weszły w skład nowo utworzonej gromady Tuczno[12]. Tam przetrwały do kolejnej reformy administracyjnej, i od 1 stycznia 1973 należą do nowo powstałej gminy Tuczno w powiecie wałeckim[15];
- Miejscowość Nowa Studnica uległa największym zmianom administracyjnym. Początkowo włączono ją do powiatu drawskiego w woj. koszalińskim, gdzie weszła w skład nowo utworzonej gromady Stara Korytnica[16]. 1 stycznia 1958 gromadę Stara Korytnica zniesiono, a Nową Studnicę włączono do powiatu wałeckiego w tymże województwie, gdzie weszła w skład gromady Tuczno[17]. Tam przetrwała do kolejnej reformy administracyjnej, i od 1 stycznia 1973 należą do nowo powstałej gminy Tuczno w powiecie wałeckim[15].

Poniższa tabela uwidacznia te złożoności:
| Miejscowość     | Gmina (1945–1946)                      | Gmina (1946–1954)                              | Gromada (1954–1956)                              | Gromada (1956–1957)                            | Gromada (1958–1961)                            | Gromada (1962–1971)                          | Gromada (1972)                               | Gmina (1973–75)                              |
| --------------- | -------------------------------------- | ---------------------------------------------- | ------------------------------------------------ | ---------------------------------------------- | ---------------------------------------------- | -------------------------------------------- | -------------------------------------------- | -------------------------------------------- |
| Nowa Studnica   | Studnica, pow. choszczeński, Okręg III | Barnimie, pow. choszczeński, woj. szczecińskie | Stara Korytnica, pow. drawski, woj. koszalińskie | Tuczno, pow. wałecki, woj. koszalińskie        | Tuczno, pow. wałecki, woj. koszalińskie        | Tuczno, pow. wałecki, woj. koszalińskie      | Tuczno, pow. wałecki, woj. koszalińskie      | Tuczno, pow. wałecki, woj. koszalińskie      |
| Jelenie         | Studnica, pow. choszczeński, Okręg III | Barnimie, pow. choszczeński, woj. szczecińskie | Człopa, pow. wałecki, woj. koszalińskie          | Tuczno, pow. wałecki, woj. koszalińskie        | Tuczno, pow. wałecki, woj. koszalińskie        | Tuczno, pow. wałecki, woj. koszalińskie      | Człopa, pow. wałecki, woj. koszalińskie      | Człopa, pow. wałecki, woj. koszalińskie      |
| Miradź          | Studnica, pow. choszczeński, Okręg III | Barnimie, pow. choszczeński, woj. szczecińskie | Człopa, pow. wałecki, woj. koszalińskie          | Tuczno, pow. wałecki, woj. koszalińskie        | Tuczno, pow. wałecki, woj. koszalińskie        | Tuczno, pow. wałecki, woj. koszalińskie      | Człopa, pow. wałecki, woj. koszalińskie      | Człopa, pow. wałecki, woj. koszalińskie      |
| Krępa Krajeńska | Studnica, pow. choszczeński, Okręg III | Barnimie, pow. choszczeński, woj. szczecińskie | Tuczno, pow. wałecki, woj. koszalińskie          | Tuczno, pow. wałecki, woj. koszalińskie        | Tuczno, pow. wałecki, woj. koszalińskie        | Tuczno, pow. wałecki, woj. koszalińskie      | Tuczno, pow. wałecki, woj. koszalińskie      | Tuczno, pow. wałecki, woj. koszalińskie      |
| Sitno           | Studnica, pow. choszczeński, Okręg III | Barnimie, pow. choszczeński, woj. szczecińskie | Tuczno, pow. wałecki, woj. koszalińskie          | Tuczno, pow. wałecki, woj. koszalińskie        | Tuczno, pow. wałecki, woj. koszalińskie        | Tuczno, pow. wałecki, woj. koszalińskie      | Tuczno, pow. wałecki, woj. koszalińskie      | Tuczno, pow. wałecki, woj. koszalińskie      |
| Nowa Korytnica  | Studnica, pow. choszczeński, Okręg III | Barnimie, pow. choszczeński, woj. szczecińskie | Barnimie, pow. choszczeński, woj. szczecińskie   | Barnimie, pow. choszczeński, woj. szczecińskie | Barnimie, pow. choszczeński, woj. szczecińskie | Drawno, pow. choszczeński, woj. szczecińskie | Drawno, pow. choszczeński, woj. szczecińskie | Drawno, pow. choszczeński, woj. szczecińskie |